# بالگرد جنگنده
بالگرد جنگنده یا بالگرد تهاجمی گونه‌ای بالگرد نظامی است که از قدرت آتش مناسب و توانایی رودررویی با آتش دشمن برخوردار است و در عملیات‌های تخریبی نظامی علیه تسلیحات سنگین و زره‌پوش‌های دشمن و مأموریت‌های پشتیبانی نزدیک هوایی از نیروهای خودی مورد استفاده قرار می‌گیرد.

## بالگردهای جنگنده مدرن

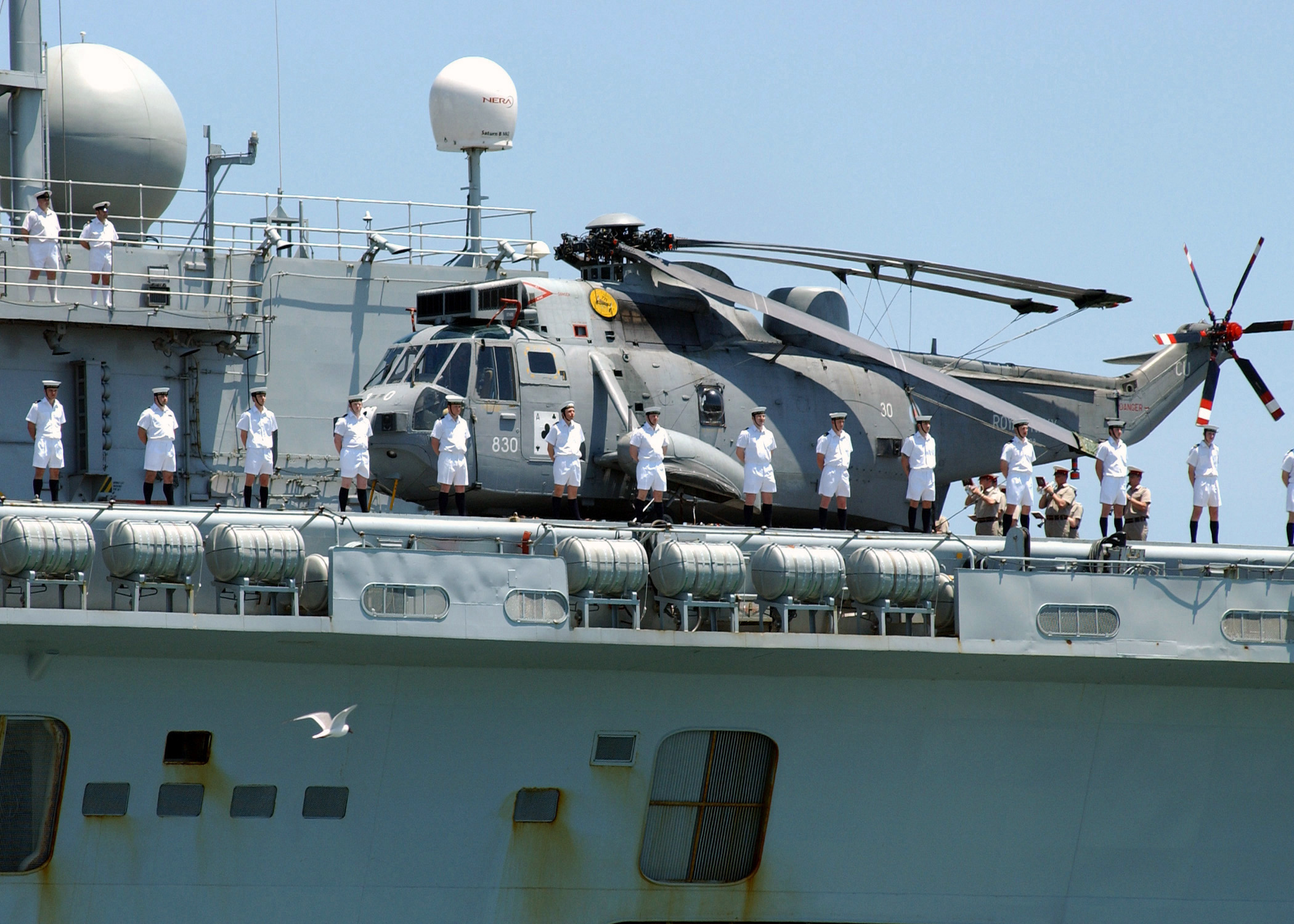
بالگرد بریتانیایی سی کینگ (شاه دریا) روی عرشه ناو اچ‌ام‌اس اینوینسیبل

برخی از انواع مهم‌ترین بالگردهای جنگنده روز دنیا عبارت‌اند از:

### ایالات متحده آمریکا
- ای‌اچ-۶۴ آپاچی
- بالگردهای کبرا
- بالگردهای پردیتور
- بالگردهای سیکورسکی
- بالگردهای بلک هاوک
- بالگردهای اوسپری
- بالگرد کومانچی

### روسیه

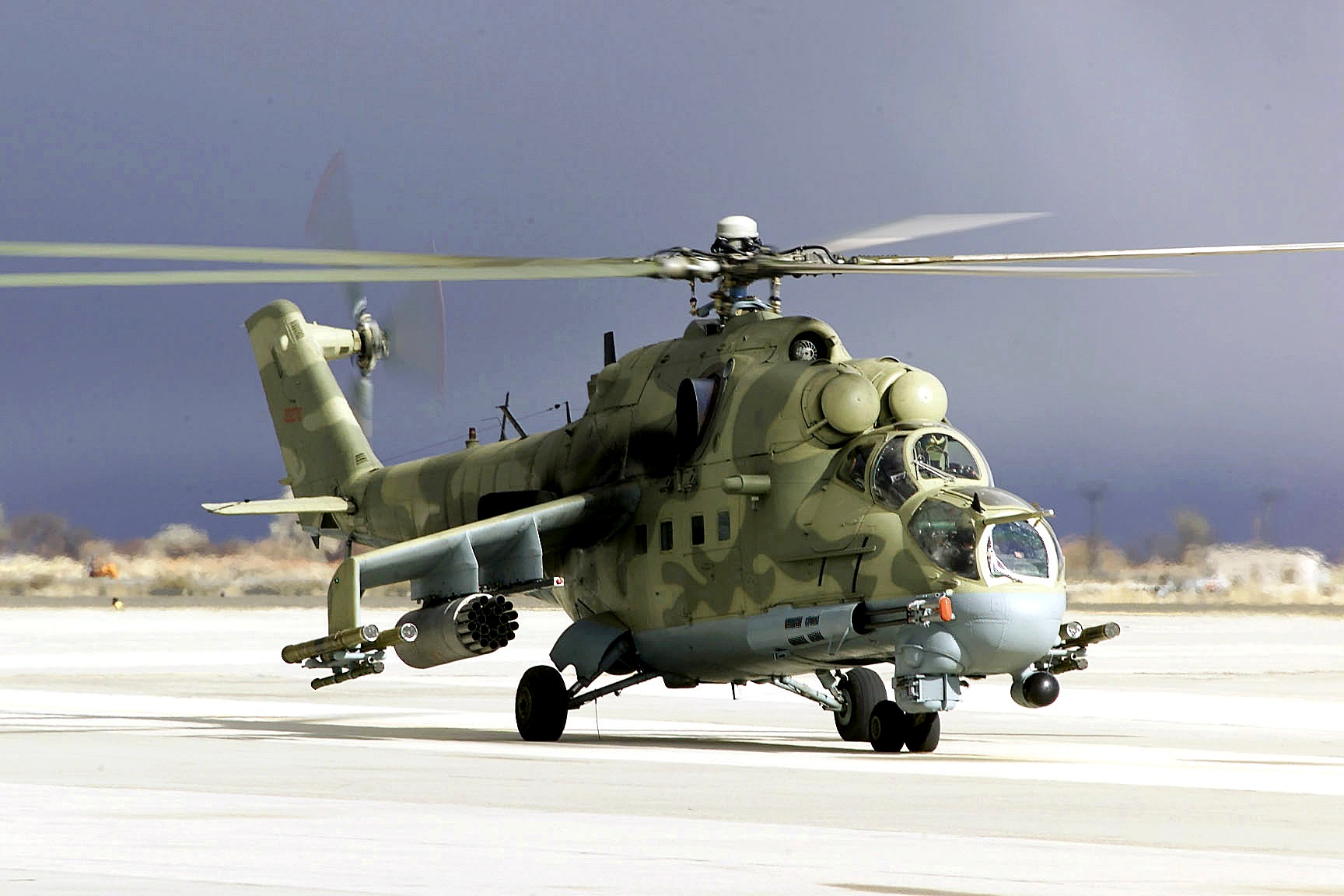
بالگرد روسی میل می ۲۴

- میل-۲۴
- کاموف-۵۲
- کاموف-۵۰
- میل-۲۸

### اروپا

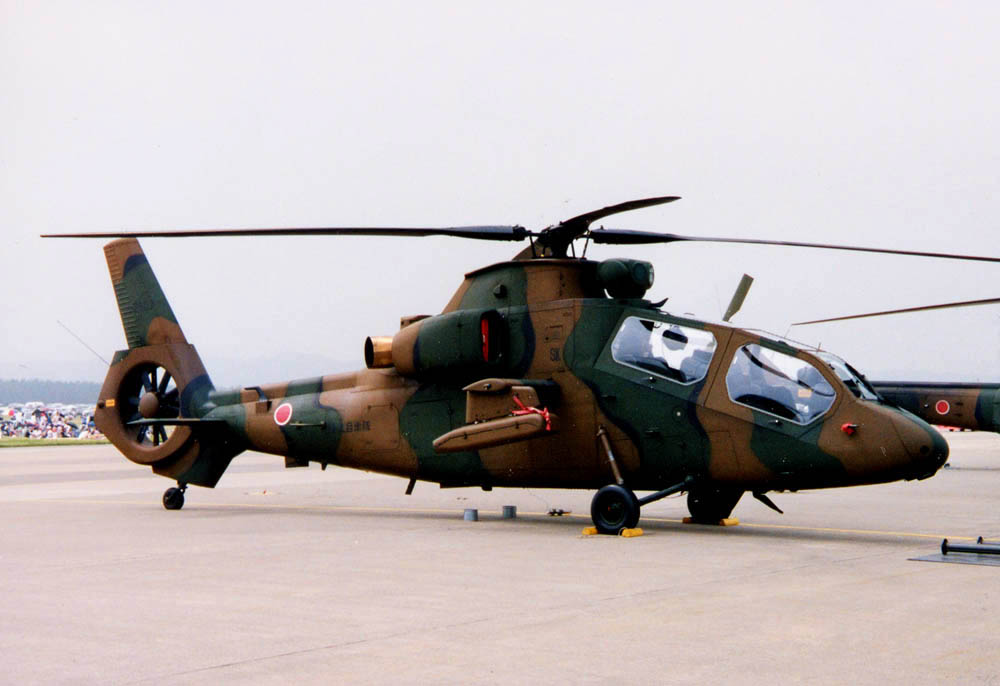
بالگرد ژاپنی کاوازاکی اواچ-۱

- غزال (فرانسه)
- یوروکوپتر تایگر (اروپا)

### آفریقای جنوبی
- دنل ای‌اچ-۲ رویوالک

### ایران
طوفان
صبا
هما
شاهد